# Карадын
Карадын (каз. Қарадың) — памятник средневековой тюркской архитектуры VIII—X вв. в современном Улытауском районе Карагандинской области Казахстана. Расположен на берегу реки Каражыланды в 35 км к северо-западу от подножия гор Улытау.
Сооружение представляет собой дын — прообраз мавзолея, относящийся к доисламскому огузо-кыпчакскому периоду истории Центральной Азии. Внешние очертания здания похожи на юрту. Диаметр составляет 8 м, высота — 5 м. Стены выложены круглыми плоскими камнями.
Первые исследования Карадына прошли в ходе Центрально-Казахстанской археологической экспедиции под руководством А. Х. Маргулана в 1947 году.